# Nucinella
Nucinella is een geslacht van tweekleppigen uit de  familie van de Manzanellidae.

## Soorten
- Nucinella boucheti La Perna, 2005
- Nucinella dalli (Hedley, 1902)
- Nucinella giribeti Glover & Taylor, 2013
- Nucinella kanekoi Matsukuma, Okutani & Tsuchi, 1982
- Nucinella maoriana (Hedley, 1904)
- Nucinella maxima (Thiele & Jaeckel, 1931)
- Nucinella ovalis (S. V. Wood, 1840)
- Nucinella owenensis Oliver & Taylor, 2012
- Nucinella pretiosa (Gould, 1861)
- Nucinella serrei Lamy, 1912
- Nucinella surugana Matsukuma, Okutani & Tsuchi, 1982
- Nucinella viridis Matsukuma, Okutani & Tsuchi, 1982
- Nucinella viridula Kuznetzov & Schileyko, 1984
- Nucinella woodii (Dall, 1898)